# Cantón de Nieul
El cantón de Nieul era una división administrativa francesa, que estaba situada en el departamento de Alto Vienne y la región de Limusín.

## Composición
El cantón estaba formado por seis comunas:
- Chaptelat
- Nieul
- Peyrilhac
- Saint-Gence
- Saint-Jouvent
- Veyrac

## Supresión del cantón de Nieul
En aplicación del Decreto nº 2014-194 de 20 de febrero de 2014, el cantón de Nieul fue suprimido el 22 de marzo de 2015 y sus 6 comunas pasaron a formar parte del nuevo cantón de Couzeix.